# Мірін
Мірін, Мірин (яп. 味醂, みりん) — рідка солодка приправа, яка використовується в кулінарії японської кухні. Містить 14 % алкоголю та виробляється з ферментованого грибками Aspergillus oryzae рису й рисової горілки shochu і кодзі (закваски).
Надає солодкий присмак соусам, маринадам, тушкованим стравам та супам.
Невелика кількість приправи здатна усувати «рибний» запах при приготуванні рибних страв.
Мірін є одним із основних складників соусів теріякі, унагі та інших.
Має широке використання, як і соєвий соус.
Крім того, мірін часто використовують для розбавки соєвого соусу, щоб зменшити його солоність. В Японії не прийнято розбавляти його водою, тож соус розмішують з мірином (15-20% мірину), або ж із пропареним саке (20-30%)
У минулому (XV—XVI століття) мірін був популярний як алкогольний напій для жінок, солодкий аналог саке. Міцність міріну, як правило — 14 % алкоголю, замість 20-ти у саке.
З XIX століття використовується в основному як приправа. Разом із соєвим соусом і досі є однією з основних приправ давньояпонської кухні.
Існує три типи міріну. «Хон мірін» (справжній мірін) — класичний варіант міріну, «Сіо мірін» (мірін з сіллю) — спирт, що в ньому є, лише в такій кількості, аби уникнути податку на спиртні напої, і «Сін мірін» (новий мірін) — мірін-приправа, який містить менше 1 відсотка алкоголю, проте зберігає смак класичного міріну.